# Infundibulomyces cupulata
Infundibulomyces cupulata är en svampart som beskrevs av Plaingam, Somrith. & E.B.G. Jones 2003. Infundibulomyces cupulata ingår i släktet Infundibulomyces, divisionen sporsäcksvampar och riket svampar.   Inga underarter finns listade i Catalogue of Life.